# Partycja podstawowa
Partycja podstawowa – pojęcie z dziedziny techniki komputerowej.
Rodzaj partycji, które można tworzyć na dyskach podstawowych. 
Partycja podstawowa to część dysku fizycznego, na której można przechowywać dane lub system operacyjny. Na dyskach z tablicą partycji MBR można utworzyć maksymalnie cztery partycje podstawowe, z czego jedna może być partycją rozszerzoną z wieloma partycjami logicznymi. Na dyskach z tablicą partycji GPT można utworzyć do stu dwudziestu ośmiu partycji podstawowych. Partycje podstawowe i logiczne są również nazywane woluminami.
Dysk twardy na partycje dzieli się za pomocą programów partycjonujących. Zazwyczaj są one dołączone do systemu operacyjnego, są też niezależne programy powstałe specjalnie do tego celu.

## Programy dołączone do systemów operacyjnych
- DOS/Microsoft Windows 95/98/ME – fdisk
- Microsoft Windows NT/2000/XP i nowsze – diskpart i przystawka w narzędziu Zarządzanie komputerem
- Linux (większość dystrybucji) – fdisk, cfdisk, parted i graficzne nakładki QtParted i GParted
- Mandriva Linux – diskdrake

## Inne programy
- PowerQuest Partition Magic
- Ranish Partition Manager
- Paragon Partition Manager